# Норма прибыли
Но́рма при́были (англ. rate of return или англ. rate of profit) — экономическая характеристика, которая является процентным отношением прибыли за некоторый промежуток времени (период) к авансированному перед началом этого периода капиталу (как правило, продолжительность периода принимают равной году). Величина нормы прибыли зависит от нормы прибавочной стоимости, органического строения капитала и времени оборота капитала. Межотраслевая конкуренция приводит к установлению средней нормы прибыли на равновеликие капиталы, размещённые в различные отрасли национального хозяйства. Рост органического строения капитала, объективно неизбежный в современных условиях, обуславливает тенденцию нормы прибыли к понижению. Структура нормы прибыли: стоимость собственного капитала фирмы; средняя норма прибыли по данной отрасли; норма прибыли конкретной фирмы. Норма прибыли — одна из ключевых категорий рыночной экономики. Её функциональное назначение в современных условиях заключается в том, что, с одной стороны, монополии используют этот показатель для регулирования цен; с другой — общество видит в нём наибольшую степень равновесия между спросом и предложением, что происходит в случаях, когда не наблюдается большого разброса нормы прибыли в различных отраслях.